# Вињ Лонг (покрајина)
Вињ Лонг (виј. Vĩnh Long) је једна од 58 покрајина Вијетнама. Налази се у региону Делта Меконга. Заузима површину од 1.479,1 km². Према попису становништва из 2009. у покрајини је живело 1.024.707 становника. Главни град је Вињ Лонг.